# ICarly (série télévisée, 2007)
iCarly est une série télévisée américaine en 97 épisodes de 22 minutes créée par Dan Schneider et diffusée entre le 8 septembre 2007 et le 23 novembre 2012 sur Nickelodeon.
En France, sur Nickelodeon la série est diffusée entre le 2 septembre 2009 et le 27 février 2015 mais revenu depuis septembre 2022 toujours en diffusion linéaire. Elle est également rediffusée sur Nickelodeon Teen entre 2014 et 2015 et sur Gulli entre 2014 et 2020. Au Québec la série est diffusée depuis le 3 janvier 2010 sur VRAK.TV.
La série a donné naissance à deux spin-off : Sam et Cat, suivant les aventures de Sam Puckett (Jennette McCurdy) après les événements de la série, et un revival, simplement intitulé iCarly, qui signe le retour de Carly, Freddie et Spencer plusieurs années après la fin de la série originale.

## Synopsis
Carly est une jeune fille de 13 ans, pleine de vitalité et quelque peu effrontée. Elle crée son propre programme Web-série avec ses amis Sam et Freddy. Les trois adolescents se sont mués en célébrités notamment au sein de leur établissement scolaire et doivent désormais concilier leur notoriété et les aléas du quotidien.

## Distribution

### Acteurs principaux
- Miranda Cosgrove (VF : Florine Orphelin) : Carly Shay
- Jennette McCurdy (VF : Marie Giraudon) : Samantha « Sam » Puckett
- Nathan Kress (VF : Jackie Berger puis Mathias Casartelli) : Fredward « Freddie » Benson
- Jerry Trainor (VF : Philippe Roullier) : Spencer Michael Shay
- Noah Munck (VF : Vincent de Bouard) : Orenthal Cornelius Hayes « Gibby » Gibson (récurrent saisons 1 et 2, principal à partir de la saison 3)

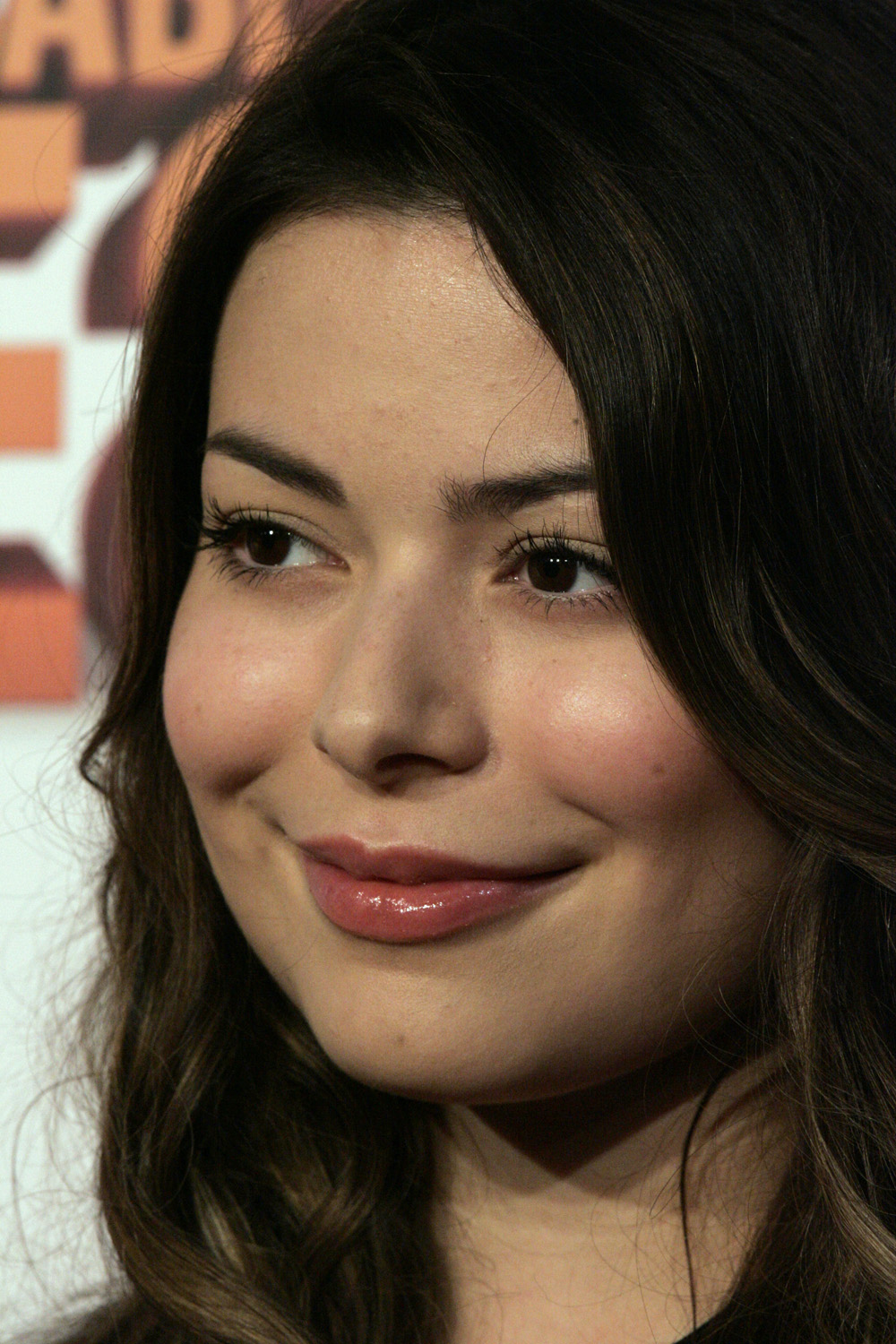
Miranda Cosgrove interprète Carly Shay.
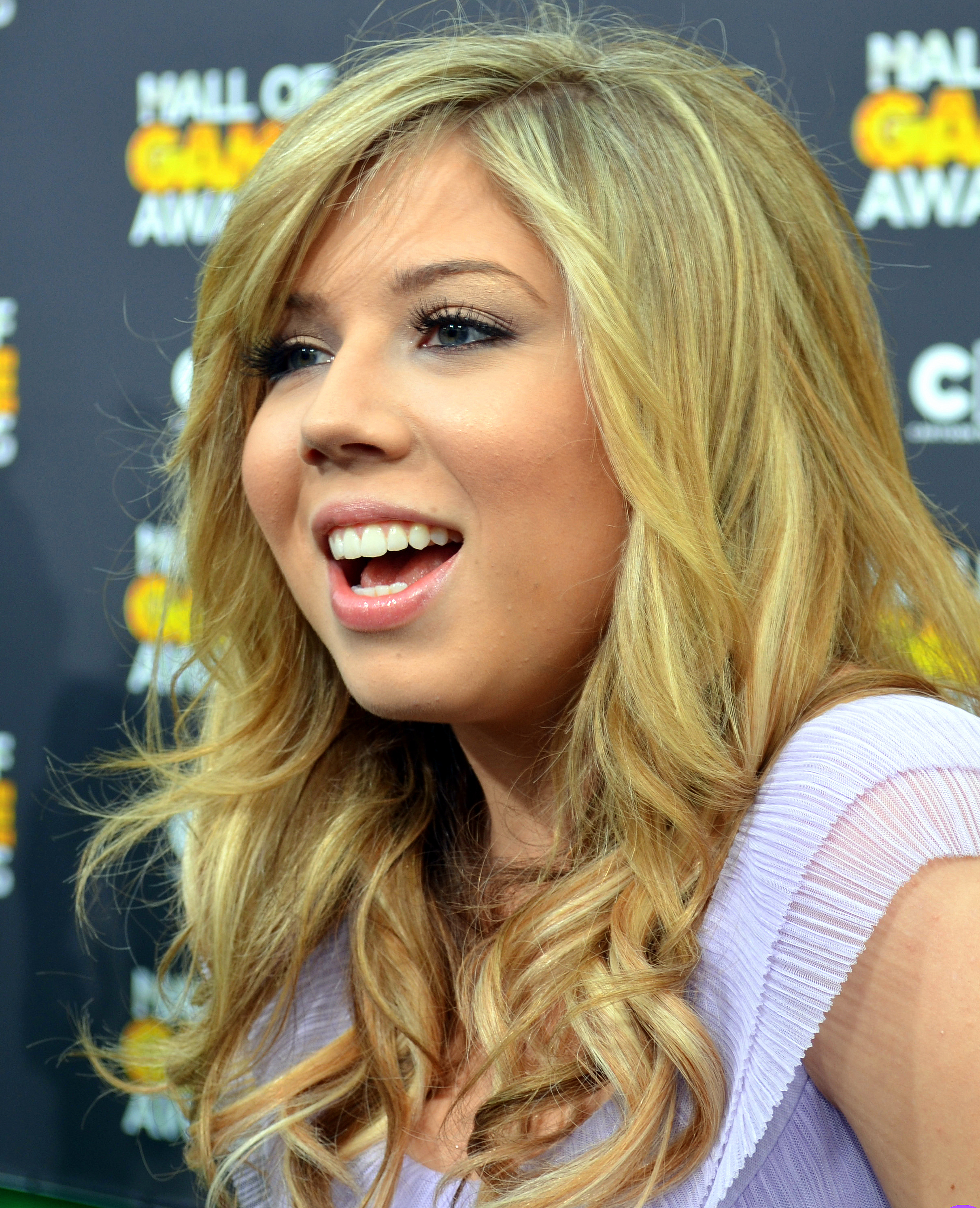
Jennette McCurdy interprète Sam Puckett.
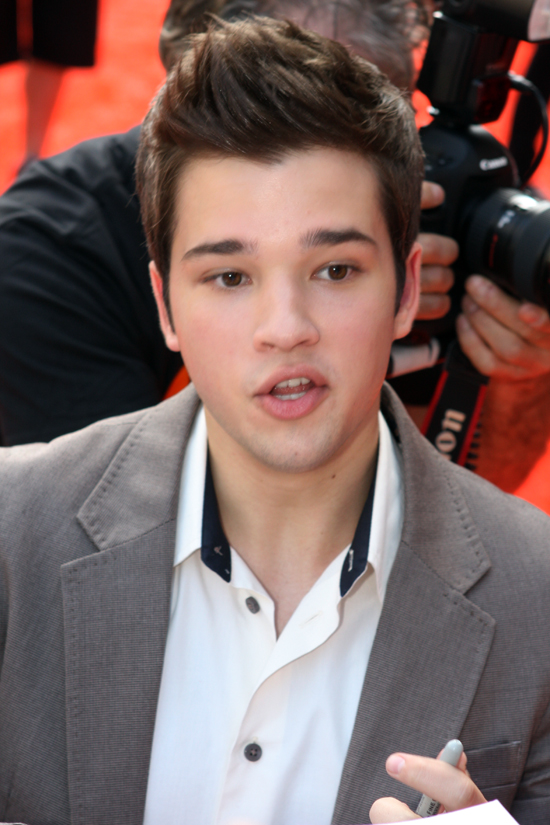
Nathan Kress interprète Freddie Benson.
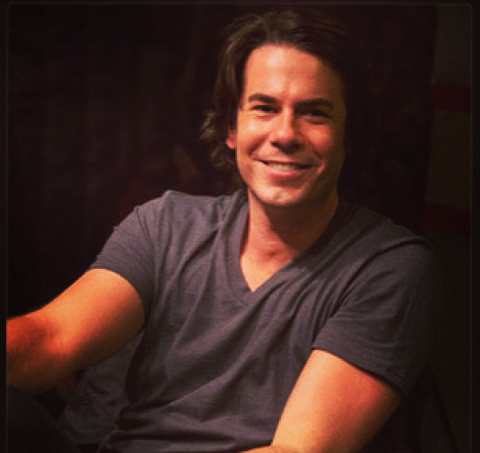
Jerry Trainor interprète Spencer Shay.
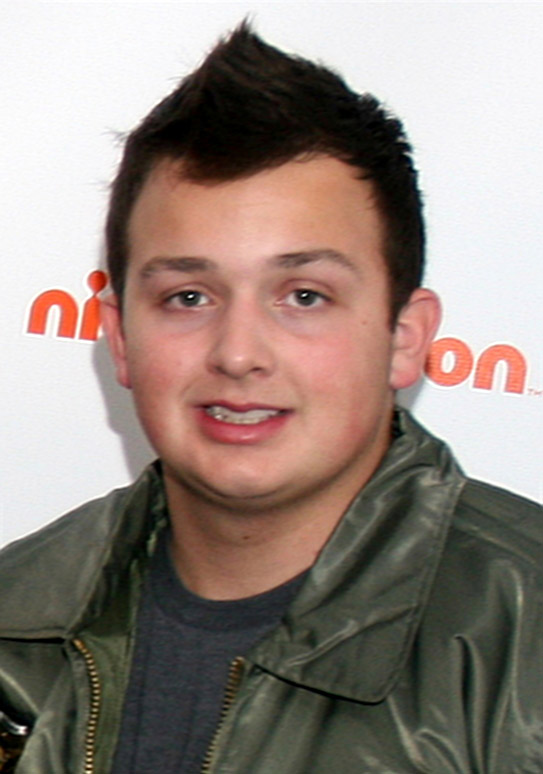
Noah Munck interprète Gibby.

### Acteurs secondaires
- Reed Alexander (en) (VF : Nathalie Bienaimé (saisons 1 à 4) puis Olivier Podesta (saisons 5 et 6)) : Nevel Papperman
- Ryan Ochoa  (VF : Thomas Sagols (première apparition) puis Nathalie Bienaimé)) :Chuck Chambers
- Jeremy Rowley (en) (VF : Tony Marot) : Lewbert Sline
- Tim Russ (VF : Philippe Valmont) : le principal Ted Franklin
- Jennette McCurdy (VF : Marie Giraudon) : Mélanie Puckett
- Mary Scheer (en) (VF : Olivia Dutron) : Marissa Benson
- Mindy Sterling (VF : Christine Pâris) : Francine Briggs
- BooG!e (VF : Jean-Francois Pagès) : T-Bo (Terrence Jeter Bo)
- Nathan Pearson (VF : Aurélien Ringelheim) : Jérémie « Pleins de germes »
- David St. James (VF : Jean-Marie Boyer) : M. Howard

### Invités
- James Maslow : Shane, ami de Freddie du club d'informatique (saison 2, épisode 1 : Je l'ai vu la Première)
- Danielle Morrow (VF : Nathalie Bienaimé) : Nora Dershlit (épisodes 65-66 : La Psychopathe et 90-91 Nora, à la folie !)
- Drake Bell (VF : Alexandre Nguyen) : Drake Parker (de Drake et Josh) (épisode 65 : Le bêtisier d'iCarly)
- Jane Lynch : Pamela Puckett, mère de Sam[1] (épisode 70 : Sam et sa mère)
- Jake Farrow (en) : Gavin Mitchell (de Drake et Josh) (épisode 76 : iCarly lance la guerre des fans)
- Scott Halberstadt : Eric Blonowitz (de Drake et Josh) (épisode 76 : iCarly lance la guerre des fans)
- Alec Medlock : Craig Ramirez (de Drake et Josh) (épisodes 74-75 : iCarly lance la guerre des fans)
- Abby Wilde (en) : Stacey Dillsen (de Zoé) (épisodes 74 à 76)
- Victoria Justice (VF : Marie Zidi) : Shelby Marx (saison 2, épisodes 24-25)
- Jack Black (VF : Emmanuel Karsen) : Aspartamay[2] (épisode 76 : iCarly lance la guerre des fans)
- Jim Parsons (VF : Fabrice Fara) : Caleb[3] (épisode 82 : J'ai perdu la tête)
- Michelle Obama (VF : Nathalie Bienaimé) : son rôle[4] (épisode 87 : iCarly rencontre la Première Dame des États-Unis)
- One Direction : eux-mêmes (épisode 93 : L'Épidémie One Direction)
- Jimmy Fallon : son rôle[5] (épisode 99-100 L'Amérique sous le choc !)
- Tina Fey : son rôle (épisode 99 : L'Amérique sous le choc !)
- Emma Stone : Heather[6] (épisode 104 : Des amis pour Spencer)
- Rick Harrison, Corey Harrison et Chumlee de Pawn Stars : eux-mêmes[7] (épisode 106 J'ai perdu ma tête à Las Vegas)
- Daniella Monet : une fille populaire (saison 3, épisode 16 : La psychopathe)
- Lucas Cruikshank (2009) : Fred
- Spencer List : Lurvin (saison 6, épisode 6 : Chip la terreur)

- Version française
  - Société de doublage : Dubb4You (saisons 1 à 2) ; Lylo (saisons 3 à 6)
  - Direction artistique : Philippe Roullier (saison 1[8]) puis Christine Pâris (saisons 2 à 6)
  - Adaptation des dialogues : Philippe Girard, Rémi Jaouen, Perrine Dézulier, Aurore Lafage, Audrey Bernière, Cécile Carpentier, Flora Seeger & Matthias Delobel

## Diffusion
La série est diffusée dans plus de 202 pays,.
- 🇦🇫 Afghanistan sous le nom de iCarly
- 🇿🇦 Afrique du Sud sous le nom de iCarly
- 🇦🇱 Albanie sous le nom de iCarly
- 🇩🇿 Algérie sous le nom de iCarly
- 🇩🇪 Allemagne sous le nom de iCarly
- 🇦🇩 Andorre sous le nom de iCarly
- 🇦🇴 Angola sous le nom de iCarly
- 🇦🇬 Antigua-et-Barbuda sous le nom de
- 🇸🇦 Arabie saoudite sous le nom de آي كارلي
- 🇦🇷 Argentine sous le nom de iCarly
- 🇦🇲 Arménie sous le nom de iCarly
- 🇦🇺 Australie sous le nom de iCarly
- 🇦🇹 Autriche sous le nom de iCarly
- 🇦🇿 Azerbaïdjan sous le nom de iCarly
- 🇧🇸 Bahamas  sous le nom de iCarly
- 🇧🇭 Bahreïn sous le nom de iCarly
- 🇧🇩 Bangladesh sous le nom de iCarly
- 🇧🇧 Barbade sous le nom de iCarly
- Inde sous le nom de iCarly
- Turquie sous le nom de iCarly
- Chine sous le nom de 爱卡莉
- Pologne sous le nom de iCarly
- Corée du Nord sous le nom de 아이칼리
- Corée du Sud sous le nom de 아이칼리
- Émirats arabes unis sous le nom de iCarly
- Géorgie sous le nom de  აი კარლი
- Hong Kong sous le nom de iCarly
- Inde sous le nom de iCarly
- Indonésie sous le nom de iCarly
- Iran sous le nom آی کارلی
- Irak sous le nom آی کارلی
- Israël sous le nom de iCarly
- Japon sous le nom de iCarly
- Jordanie sous le nom de iCarly
- Kazakhstan sous le nom de АйКарли
- Kirghizistan sous le nom de iCarly
- Koweït sous le nom de iCarly
- Laos sous le nom de iCarly
- Liban sous le nom de iCarly
- France sous le nom de iCarly
- Malaisie sous le nom de iCarly
- États-Unis  sous le nom de iCarly
- Brésil sous le nom de iCarly
- Maroc  sous le nom de iCarly
- Pays-Bas sous le nom de iCarly
- Kenya sous le nom de iCarly
- Japon sous le nom de iCarly
- Espagne  sous le nom de iCarly
- Hongrie  sous le nom de iCarly
- Croatie  sous le nom de iCarly
- Italie  sous le nom de iCarly
- Indonésie  sous le nom de iCarly
- Portugal  sous le nom de iCarly
- Roumanie  sous le nom de iCarly
- Slovaquie  sous le nom de iCarly
- Suède  sous le nom de iCarly
- Égypte  sous le nom de iCarly
- Thaïlande  sous le nom de ไอคาร์ลี่
- Ukraine : sous le nom de АйКарлі
- Serbie : sous le nom de АйКарлі
- Arménie : sous le nom de ԱյԿառլի
- Grèce : sous le nom de iCarly
- Pakistan : sous le nom de آءِ ڪارلي
- Bulgarie : sous le nom de Ай Карли

## Production
Le 11 mars 2010, la série est renouvelée pour une troisième saison. Le 14 avril 2011, la série est renouvelée pour une quatrième saison.
Le 17 mai 2012, Nickelodeon confirme que la série ait pris fin. La finale, diffusée en novembre 2012, a été regardée par 6,4 millions de téléspectateurs.
Le 9 décembre 2020, Paramount+ annonce développer un revival avec trois membres du casting original : Miranda Cosgrove, Jerry Trainor et Nathan Kress.

## Épisodes
| Saison               | Saison               | Épisodes             | États-Unis           | États-Unis           | France               | France               |
| Saison               | Saison               | Épisodes             | Début                | Fin                  | Début                | Fin                  |
| Original (2007-2012) | Original (2007-2012) | Original (2007-2012) | Original (2007-2012) | Original (2007-2012) | Original (2007-2012) | Original (2007-2012) |
| -------------------- | -------------------- | -------------------- | -------------------- | -------------------- | -------------------- | -------------------- |
|                      | 1                    | 25                   | 8 septembre 2007     | 25 juillet 2008      | 2 septembre 2009     | 3 mars 2010          |
|                      | 2                    | 25                   | 27 septembre 2008    | 5 août 2009          | 17 novembre 2010     | 23 mars 2011         |
|                      | 3                    | 20                   | 12 septembre 2009    | 26 juin 2010         | 14 avril 2011        | 27 juillet 2011      |
|                      | 4                    | 13                   | 30 juillet 2010      | 11 juin 2011         | 1er septembre 2011   | 25 janvier 2012      |
|                      | 5                    | 11                   | 13 août 2011         | 21 janvier 2012      | 17 avril 2013        | 11 septembre 2013    |
|                      | 6                    | 15                   | 24 mars 2012         | 23 novembre 2012     | 12 novembre 2014     | 27 février 2015      |

## Accueil
Icarly, à la suite de la diffusion de la première saison, reçoit un succès exceptionnel aux États-Unis. Diffusée également sur Netflix elle se classe régulièrement parmi les 10 émissions de streaming les plus regardés. iCarly en 2009, a fréquemment été le programme le plus regardé par les adultes de plus de 18 ans au cours de la semaine. Elle est, avec Bob l’éponge, la seule émission de Nickelodeon à avoir réalisé cet exploit. Enregistrant des audiences et des notes ahurissantes, en télévision linéaire principalement sur Nickelodeon iCarly fait en moyenne plus de 4,97 millions de téléspectateurs et en streaming sur Netflix elle a récolté plus de 883 millions de minutes de visionnage sur ses 60 premiers épisodes,,,,.
La série brille aussi à l'international en devenant le programme familial le plus suivi à l'échelle mondiale de 2008 à 2011. Elle est la série live action la plus regardée de Nickelodeon et est considéré comme l'une des séries télévisées les plus regardés chez les adolescentes au niveau international. Quel que soit le pays où la chaîne Nickelodeon est disponible, iCarly bat régulièrement des records d'audience surtout en 2010.

### Réception et critiques
iCarly a reçu des critiques mitigées de la part des critiques mais un accueil assez positif du public. Carey Bryson de About.com a attribué à la série 2 étoiles et demie, concluant : « Les éléments comiques de la série ne reposent pas tous sur l'irrévérencieux, cependant, il y a des intrigues intelligentes et même quelques moments touchants. Dans l'ensemble, la série a quelques une excellente comédie, des histoires intéressantes et des acteurs amusants. » L'émission a reçu 3 étoiles par la critique de Common Sense Media dont certaines personnes se plaignaient du fait que le programme n'était pas classé TV-14 en raison des éléments très violent et  considérablement choquant qu'illustrer régulièrement la série même si iCarly est classé TV-PG,.

## Films et épisodes spéciaux
- iCarly va au Japon (Saison 2)
- Carly & Clyde (Saison 2)
- Le Combat (Saison 2)
- La séparation (Saison 3)
- La Psychopathe (Saison 3)
- iCarly lance la guerre des fans (Saison 4)
- iCarly et Victorious : Le face à face (Saison 4)
- Nora, à la folie ! (Saison 5)
- L'Amérique sous le choc ! (Saison 6)
- Au revoir (Saison 6)

## Adaptations
iCarly a été adapté plusieurs fois en jeu vidéo :
- 2009 : iCarly (Windows, Wii, Nintendo DS)
- 2010 : iCarly: iSock It to 'Em (Windows, iOS)
- 2010 : iCarly 2: iJoin The Click (Wii, Nintendo DS)
- 2012 : iCarly: Groovy Foodie! (Nintendo DS)

## Anecdotes
- Chaque titre d'épisode en anglais commence par la lettre i, comme le nom de la série. Ce i est une abréviation d'internet mais aussi un jeu de mots avec I, le « Je » anglophone. Par exemple, le titre iQ fait un jeu de mots avec la formule anglaise de QI (Quotient Intellectuel) et le titre iBalls fait un jeu de mots avec eye-balls (globes oculaires). La version française de la série suivra parfois dans la saison 1 ce genre de procédé en remplaçant les a par des @, mais très peu de fois.
- Miranda et Jerry sont les seuls acteurs à être dans tous les épisodes, car Noah a souvent été absent avant de devenir un personnage principal, Jennette a été absente dans Le Rendez-vous de Spencer car elle était à l'hôpital, et a également, avec Nathan, été absente dans Le Bêtisier d'iCarly. Attention, il convient de préciser que Jeannette McCurdy et Nathan Kreiss n'apparaissent pas en eux-mêmes mais au travers des scènes ratées du bêtisier.
- Après la fin de la série, un spin-off, Sam et Cat, a été créé. Gibby était également supposé avoir un spin-off, mais la série n'a pas été retenue.
- L’épisode iSaved Your Life (Freddy Sauve Carly) qui a été diffusé pour la première fois le 18 janvier 2010 est le plus vue de toute la série avec 11,9 millions de téléspectateurs.